# John Long
John Eddie Long (Romulus, 28 agosto 1956) è un ex cestista statunitense, professionista nella NBA.
È lo zio di altri due cestisti professionisti: Terry Mills e Grant Long.

## Carriera
Venne selezionato dai Detroit Pistons al secondo giro del Draft NBA 1978 (29ª scelta assoluta).

## Palmarès
- Campionato NBA: 1

Detroit Pistons: 1989